# Broadstairs
Broadstairs – miasto nadmorskie w Wielkiej Brytanii, w Anglii, w regionie South East England, w hrabstwie Kent. W 2001 roku miasto liczyło 22 712 mieszkańców. Posiada kilka plaż oraz muzeum im. Karola Dickensa, który mieszkał i pisał w mieście.
W mieście znajduje się stacja kolejowa Broadstairs, a na północ od niego latarnia morska North Foreland.

## Miasta partnerskie
- Wattignies